# Enrico Ruta
Enrico Ruta (Belmonte Castello, 1869 - Naples, 1939) était un écrivain, un philosophe, un sociologue et un traducteur italien de la fin du XIXe et du début du XXe siècle. Il s'intéressa aux sciences politiques.

## Biographie
Enrico Ruta vécut principalement à Naples où il était un proche de Benedetto Croce et où en 1930 il devient professeur à l'Institut supérieur des sciences économiques et commerciales.
Esprit versatile, il a écrit quelques romans ainsi que des essais en science politique et en sciences sociales. Il a également traduit  des textes de Nietzsche et de Treitschke. Il a collaboré avec le quotidien napolitain Il Mattino. Durant les années 1930, il développa une théorie politique s'harmonisant avec le régime fasciste.

## Publications principales
Prose
- (it) Il gusto d'amare, 1895. (réédité en 2006) (Littéralement : Le goût d'aimer)
- (it) Insaniapoli, 1911. (réédité en 1999)
- (it) Il segreto di Partenope, 1924. (réédité en 2003) (Littéralement : Le secret de Parthénope)

Essais
- (it) Visioni d'oriente e d'occidente: saggi di scienza della storia e della poesia, 1894 e 1924 (Littéralement : Visions d'orient et d'occident : Essais de science de l'histoire et de la poésie)
- (it) La psiche sociale. Éditions Sandron, 1909 (Littéralement : La psyché sociale)
- (it) Il ritorno del genio : a proposito di una nuova edizione della "Scienza Nuova" di G.B. Vico, 1913 (Littéralement : Le retour du génie : À propos d'une nouvelle édition de "Science nouvelle" de G.B. Vico)
- (it) Politica e ideologia, Corbaccio, 1929-  2 v. (Littéralement : Politique et idéologie)
- (it) La necessità storica dell'Italia nuova, 1931 (Littéralement : La nécessité historique de l'Italie nouvelle)

Traductions
- (it) Otto Braun, Diario e lettere, 1923 (Littéralement : Journal et lettres)
- (it) Friedrich Nietzsche, La nascita della tragedia ovvero Ellenismo e pessimismo, 1919 (Littéralement : La naissance de la tragédie, ou plutôt hellenisme et pessimisme)
- (it) Heinrich von Treitschke, La Francia dal primo impero al 1871, 1916 (Littéralement : La France du premier empire à 1871)
- (it) Heinrich von Treitschke, La politica, 1916 (Littéralement : La politique)

## Sources
- (it) Cet article est partiellement ou en totalité issu de l’article de Wikipédia en italien intitulé « Enrico Ruta » (voir la liste des auteurs).